# Коллекция Уиткрофта
Коллекция Уиткрофта (англ. The Wheatcroft Collection) — крупнейшее частное собрание военной техники в мире, принадлежащее британскому предпринимателю Кевину Уиткрофту и расположенное в английском графстве Лестершир.

## Общий обзор экспонатов
Коллекция насчитывает около 200 экспонатов, в том числе более 130 единиц техники, из которых 88 - танки. Большая часть коллекции немецкого, американского и британского производства, с меньшим количеством автомобилей из Норвегии, Японии, Франции, России и Швеции. Владелец коллекции, бизнесмен Кевин Уиткрофт, коллекционирует военную технику уже на протяжении 30 лет.

## Транспортные средства войск союзников времен Второй мировой войны
Среди реализуемых Уиткрофтом проектов — восстановление десяти танков M4 «Шерман», в результате чего общее количество «Шерманов» в коллекции достигнет 15, планируется, что каждый из них получит соответствующий оригиналу двигатель. Восемь ранних моделей Wright Continental R975 C1 были найдены в сарае и впоследствии приобретены для коллекции, все они будут отреставрированы. Другой радиальный двигатель R975 был поставлен из ЮАР.
Существующие «Шерманы» включают «Легкую восьмерку» с литым шасси (вероятно, M4A1 среднего выпуска), башней D82081 (T23), 76-мм пушкой (с дульным тормозом), подвеской HVSS и остроносой крышкой дифференциала. Ожидается, что коллекция будет включать все основные варианты Sherman и истребитель танков M10 после завершения реставрации.
Коллекция также включает в себя два танка Churchill.

## Немецкая техника
Коллекция Уиткрофта примечательна наличием ряда чрезвычайно ценных и редких немецких военных машин времен Второй мировой войны, включая четыре танка "Пантера", штурмовую пушку StuG III, танки Panzer III и Panzer IV, а также различные детали для многих других транспортных средств. Уиткрофт в настоящее время также активно работает над восстановлением единственной сохранившейся немецкой лодки типа E.

## Посещение
Коллекция не выставлена на всеобщее обозрение. Как заявляет сам Уиткрофт, его цель состоит в том, чтобы в конечном итоге восстановить и сохранить как можно больше техники, а затем сделать ее доступной для публики в музее.